# Szyha
Szyha właściwie Michał Krzyszkowski (ur. 1977 w Warszawie) – polski raper, producent muzyczny i inżynier dźwięku.
Działalność artystyczną podjął we wczesnych latach 90., występował w zespole Edytoriał. Wraz z grupą zarejestrował m.in. utwór „Teksty wersy i słowa”, który ukazał się na pierwszej kompilacji hip-hopowej wydanej w Polsce pt. Smak B.E.A.T. Records (1997). Wówczas Krzyszkowski zyskał zainteresowanie środowiska jako producent muzyczny, stosując odmienny do powszechnych w ówczesnych utworach samplach – standard MIDI.
Także w 1997 roku Edytoriał wystąpił w ramach Rap Day w Warszawie poprzedzając amerykańską formację Run-D.M.C. W międzyczasie współpracował z innymi prekursorami warszawskiego hip-hopu – zespołami Grammatik i Maesto, które wraz z Edytoriałem tworzyły kolektyw pod nazwą Szyja Skład. W 1998 roku Edytoriał nawiązał współpracę z kompozytorem Marcinem Pospieszalskim. Efektem były utwory „Tęcza” i „Głowa” z udziałem Miki Urbaniak i Tadeusza Nalepy, które zostały wykorzystane w filmie „Spona” w reżyserii Waldemara Szarka.
Współpraca z Pospieszalskim wpłynęła na sposób postrzegania muzyki i pracy nad nią przez Krzyszkowskiego. Po odejściu w 1999 roku ze składu Zeke Edytoriał został rozwiązany. W następstwie powstała grupa Rubato, która 26 października 2000 roku wydała jedyny album pt. Prawdziwa gra. Wydany przez Sony Music materiał został zarejestrowany w należącym do Krzyszkowskiego Szyha Specyfik Sound Studio (S3).
W latach późniejszych Szyha skoncentrował się na pracy inżyniera i producenta muzycznego. Współpracował z takimi wykonawcami jak: Pih, Chada, Vienio, Skazani na Sukcezz, Fenomen, 1z2, Wzgórze Ya-Pa 3, Ten Typ Mes, Borixon, Pezet, Endefis, Numer Raz czy Sokół.